# San Augustine, Texas
San Augustine là một thành phố ở quận cùng tên, tiểu bang Texas, Hoa Kỳ. Dân số thành phố này là 2.475 theo điều tra dân số năm 2000. Nó là quận lỵ của quận San Augustine 6 và nằm ở Đông Texas.
San Augustine có vị trí 31 ° 31'52 "N 94 ° 06'39" W / 31,531086 ° 94,110971 ° W / 31,531086; -94,110971 (31,531086, -94,110971). [4]
Theo Cục Điều tra Dân số Hoa Kỳ, thành phố có tổng diện tích là 4,8 dặm vuông (12,5  km²), trong đó, 4,7 dặm vuông (12,2  km²) là đất và 0,1 dặm vuông (0,3  km²) của nó (2,08%) là diện tích mặt nước.

## Nhân khẩu
Theo điều tra dân số 2 năm 2000, thành phố đã có 2.475 người, 859 hộ gia đình, và 573 gia đình sống trong thành phố. Mật độ dân số là 525,2 người / dặm vuông (202.9/ km²). Có 1.076 đơn vị nhà ở với mật độ trung bình là 228.3/sq mi (88.2/ km²). Cơ cấu dân tộc của thành phố là 37,82% người da trắng, 57,94% người Mỹ gốc Phi, 0,08% người Mỹ bản xứ, 0,69% người châu Á, 3,07% từ các chủng tộc khác, và 0,40% từ hai hoặc nhiều chủng tộc. Hispanic hay Latino thuộc chủng tộc nào được 5,13% dân số.
Đã có 859 hộ, trong đó 29,8% có trẻ em dưới 18 tuổi sống chung với họ, 37,3% là đôi vợ chồng sống với nhau, 26,0% có chủ hộ là nữ không có mặt chồng, và 33,2% đã không có gia đình. 30,5% các hộ gia đình đã được tạo thành từ các cá nhân và 17,0% có người sống một mình 65 tuổi trở lên đã được người. Bình quân mỗi hộ là 2,57 và cỡ gia đình trung bình là 3,23.
Trong thành phố có dân cư có độ tuổi với 26,9% ở độ tuổi dưới 18, 8,1% 18-24, 22,6% 25-44, 19,7% 45-64, và 22,7% 65 tuổi trở lên. Tuổi trung bình là 38 năm. Cứ mỗi 100 nữ có 80,4 nam giới. Cứ mỗi 100 nữ 18 tuổi trở lên, có 67,6 nam giới.
Thu nhập trung bình cho một hộ gia đình trong thành phố là $ 25.489, và thu nhập trung bình cho một gia đình là $ 33.203. Nam giới có thu nhập trung bình $ 23.750 so với 17.628 $ cho phái nữ. Thu nhập trên đầu cho thành phố là 14.918 $. Giới 19,1% gia đình và 24,7% dân số sống dưới mức nghèo khổ, bao gồm 35,0% những người dưới 18 tuổi và 30,7% có độ tuổi từ 65 trở lên.